# Kosmonaut (manzana)
Kosmonaut es una variedad cultivar de manzano (Malus domestica). 
Un híbrido del cruce de Cox's Orange Pippin x polen de plántula obtenida del cruce de 
(Golden Delicious x Jonathan). Criado en 1965 por Frantisek Vancura en Praga, República Checa. Recibido por el "National Fruit Trials" (Probatorio Nacional de Fruta) en 1974 desde Checoslovaquia. Las frutas tienen una pulpa suave y jugosa.

## Historia
'Kosmonaut' es una variedad de manzana, híbrido del cruce como Parental-Madre de Cox's Orange Pippin x polen como Parental-Padre del polen de plántula obtenida del cruce de (Golden Delicious x Jonathan). Desarrollado y criado en 1965 por Frantisek Vancura en Praga, República Checa.
'Kosmonaut' se cultiva en la National Fruit Collection con el número de accesión: 1974-204 y Accession name: Kosmonaut.

## Características
'Kosmonaut' árbol de extensión erguida, de vigor moderadamente vigoroso, portador de espuela. Los botones florales pueden aguantar las heladas tardías. Tiene un tiempo de floración que comienza a partir del 6 de mayo con el 10% de floración, para el 10 de mayo tiene una floración completa (80%), y para el 18 de mayo tiene un 90% caída de pétalos.
'Kosmonaut' tiene una talla de fruto grande; forma truncado cónica; con nervaduras débiles, y con corona débil; epidermis con color de fondo es amarillo blanquecino, con un sobre color rojo oscuro, casi granate, importancia del sobre color medio-alto, y patrón del sobre color rayado / sólido a ras presentando rayas finas y más oscuras que se vuelve más evidente hacia la cara sombreada. Algunas lenticelas rojizas, "russeting" (pardeamiento áspero superficial que presentan algunas variedades) bajo; la piel tiende a ser lisa y se vuelve grasienta en la madurez; ojo de tamaño mediano y está cerrado en forma de embudo; pedúnculo largo y delgado, colocado en una cavidad cubierta de "russeting" en forma de embudo; carne es de color crema amarillento y es densa y dulce. Textura suave, jugosa dulce, refrescante enérgica. Esencialmente una manzana 'Cox' con un sabor ligeramente diferente.
Su tiempo de recogida de cosecha se inicia a finales de octubre. Se mantiene bien durante dos meses en cámara frigorífica.

## Usos
Una buena manzana de uso de postre fresca en mesa. Es mejor comerlo fresco, pero para obtener el mejor sabor, córtelo en trozos en lugar de morderlo.

## Ploidismo
Diploide, auto estéril. Grupo de polinización: C, Día 1O.